# Guarea
Guarea is een geslacht uit de familie Meliaceae. De soorten komen voor van Mexico tot in tropisch Zuid-Amerika.

## Soorten
- Guarea aguilarii Al.Rodr.
- Guarea anomala T.D.Penn.
- Guarea bijuga C.DC.
- Guarea blanchetii C.DC.
- Guarea bullata Radlk.
- Guarea carapoides Harms
- Guarea carinata Ducke
- Guarea cartaguenya Cuatrec.
- Guarea casimiriana Harms
- Guarea cauliracemosa W.Palacios
- Guarea caulobotryis Cuatrec.
- Guarea chiricana Standl.
- Guarea cinnamomea Harms
- Guarea constricta Al.Rodr.
- Guarea convergens T.D.Penn.
- Guarea corrugata Cuatrec.
- Guarea corticosa Al.Rodr.
- Guarea costata A.Juss.
- Guarea crispa T.D.Penn.
- Guarea cristata T.D.Penn.
- Guarea donnell-smithii C.DC.
- Guarea ecuadoriensis W.Palacios
- Guarea eriorhachis Harms
- Guarea fissicalyx Harms
- Guarea fistulosa W.Palacios
- Guarea gentryi Coronado
- Guarea glabra Vahl
- Guarea gomma Pulle
- Guarea gracilis T.D.Penn.
- Guarea grossa T.D.Penn.
- Guarea guentheri Harms
- Guarea guidonia (L.) Sleumer
- Guarea hoffmanniana C.DC.
- Guarea humaitensis T.D.Penn.
- Guarea inesiana Al.Rodr.
- Guarea jamaicensis Proctor
- Guarea juglandiformis T.D.Penn.
- Guarea kunthiana A.Juss.
- Guarea lozanoi Morales-P.
- Guarea luxii C.DC.
- Guarea macrocalyx Al.Rodr.
- Guarea macrophylla Vahl
- Guarea megacostata T.D.Penn.
- Guarea megantha A.Juss.
- Guarea mexicana Coronado
- Guarea michel-moddei T.D.Penn. & S.A.Mori
- Guarea pendula R.da Silva Ramalho, A.L.Pinheiro & T.D.Penn.
- Guarea persistens W.Palacios
- Guarea polymera Little
- Guarea pterorhachis Harms
- Guarea pubescens (Rich.) A.Juss.
- Guarea purusana C.DC.
- Guarea pyriformis T.D.Penn.
- Guarea reticulatovenosa T.D.Penn.
- Guarea rhopalocarpa Radlk.
- Guarea riparia W.Palacios
- Guarea scabra A.Juss.
- Guarea silvatica C.DC.
- Guarea sphenophylla Urb.
- Guarea sprucei C.DC.
- Guarea subandina W.Palacios
- Guarea subsessilifolia Al.Rodr.
- Guarea tafae-malekui Al.Rodr.
- Guarea talamancana Gómez-Laur. & Valerio
- Guarea tonduzii C.DC.
- Guarea trunciflora C.DC.
- Guarea velutina A.Juss.
- Guarea venenata T.D.Penn.
- Guarea zarceroensis Coronado
- Guarea zepivae T.D.Penn.

... · 
Aglaia · 
Azadirachta · 
Carapa · 
Khaya · 
Lansium · 
Melia · 
Sandoricum · 
Trichilia · 
Xylocarpus · 
...